# Козлово (Краснобаковський район)
Козлово (рос. Козлово) — присілок в Краснобаковському районі Нижньогородської області Російської Федерації.
Населення становить 77 осіб. Входить до складу муніципального утворення Зубилихинська сільрада.

## Історія
Від 2009 року входить до складу муніципального утворення Зубилихинська сільрада.

## Населення
| 2002 | 2010 |
| ---- | ---- |
| 108  | ↘77  |